# Хохольков, Евгений Григорьевич
Евгений Григорьевич Хохольков (родился 9 августа 1950 года в Чирчике) — сотрудник органов госбезопасности СССР и России, генерал-лейтенант ФСБ. Один из следователей, занимавшихся «Узбекским делом». Участник Первой чеченской войны.

## Биография

### Ранние годы
Родился 9 августа 1950 года в узбекском городе Чирчик под Ташкентом. Отец — Григорий Яковлевич Хохольков, уроженец Санкт-Петербурга (р. 1914), заслуженный энергетик СССР; в 1936 году был выслан в Казахстан. Его сестра, тётка Евгения — Анна Яковлевна Хохолькова, заведующая отделом Госплана, была замужем за командующим ВМС РККА Ромуальдом Муклевичем (оба были репрессированы и расстреляны). Мать — Мария Яковлевна, заслуженный врач. Евгений окончил Ташкентский институт инженеров ирригации и механизации сельского хозяйства и долгое время работал на авторемзаводе, пройдя путь от конструктора до заместителя начальника цеха; в возрасте 26 лет стал главным конструктором предприятия.

### Служба в КГБ СССР и МБ РФ
Позже его отправили учиться в Высшую школу КГБ СССР, которую он успешно окончил; работал в КГБ Узбекской ССР долгое время, занимал пост заместителя начальника 6-го управления (отдела экономических преступлений). Хохольков был одним из тех, кто занимался так называемым «Узбекским делом». Сослуживцами и начальством отмечались его чрезмерная самостоятельность и игнорирование всех авторитетов; во время расследования «узбекского дела» на Хохолькова даже совершили покушение, заказанное некими партийными чиновниками, а однажды попытались захватить в заложники его сына. Согласно интервью бывшего подполковника ФСБ Александра Литвиненко агентству «Чечен-Пресс», Хохольков был знаком с представителями узбекской наркомафии, которые контролировали поток наркотиков, шедших из Афганистана в Узбекистан и оттуда растекавшиеся по всему СССР (позже России), а из Петербурга шедших в Испанию: это были криминальные авторитеты Гафур Рахимов, Салим Абдувалиев, Алимжан Тохтахунов и даже афганский генерал Абдул-Рашид Дустум. Литвиненко уверял, что на одной из видеозаписей, где была сходка авторитетов, присутствовал и Хохольков, пригрозивший «проблемами» одному из них.
В 1992 году после распада СССР Хохольков переехал в Москву с отцом, где продолжил службу в Министерстве безопасности Российской Федерации в отделе по борьбе с терроризмом. Сотрудники МБ РФ под руководством Хохолькова предотвратили ряд терактов на крупных промышленных предприятиях, жилых и общественных домах и даже одной АЭС, хотя гриф секретности с этих дел не был снят. Среди людей, с которыми работал Хохольков и с которыми установил тесные рабочие и приятельские отношения, были Андрей Кокошин, Олег Сосковец, Шамиль Тарпищев, Александр Коржаков, Михаил Барсуков, Алишер Усманов и Сергей Ястржембский.

### Война в Чечне
В 1995 году полковник Хохольков был командирован на Северный Кавказ. 29 марта 1996 года его вертолёт был сбит снарядом, выпущенным кем-то из чеченских сепаратистов: несколько человек погибли. Среди успевших покинуть горящую машину был и раненый Хохольков, который перевалился за борт за несколько секунд до взрыва. Выжившие оперативники пробыли больше суток в залитом водой окопе, оказавшись в окружении боевиков, однако были спасены. Долгое время Хохолькова считали погибшим: по нему даже проводил поминки генерал ВДВ РФ Владимир Шаманов, когда Хохольков явился в расположение своей части. Из его тела врачи извлекли 34 осколка. Через несколько недель похожая история приключилась с Шамановым, которого тоже поспешили признать погибшим, но он объявился на поминках. Хохолькова даже представляли к званию Героя России.
В то время две группы под руководством генерал-майора Юрия Яровенко и полковника Евгения Хохолькова разрабатывали планы по ликвидации президента ЧРИ Джохара Дудаева: именно группа Хохолькова разработала план по уничтожению Дудаева, приведённый в действие 21 апреля 1996 года. В группу входили заместитель начальника райотдела города Хасавюрт УФСБ РФ полковник Умар-Паша, капитан 2-го ранга Александр Камышников, полковник Виктор Шебалин, полковник Алексей Антропов и другие. По словам Александра Литвиненко, некий агент ФСБ в американских спецслужбах выкрал аппаратуру наведения ракеты на луч, исходящий от спутникового телефона: ею оборудовали два самолёта ГРУ. Средства на операцию — в том числе и за похищенное оборудование (сумма около 2 млн долларов США) — передал генерал Александр Лебедь, однако около миллиона долларов из этой суммы якобы было разворовано. Лётчик, выпустивший ракету по Дудаеву и уничтоживший его самого, получил звание Героя России.

### Руководство УРПО и дело Березовского и Литвиненко
После возвращения в Москву Хохольков, произведённый в генерал-майоры за руководство операцией по ликвидации Дудаева, получил распоряжение создать Управление по разработке преступных организаций при ФСБ РФ. Согласно Александру Литвиненко, работавшему в 7-м отделе УРПО, это управление изначально называлось Управлением перспективных программ, но позже из-за утечки в прессу было переименовано в Управление по разработке преступных организаций (оно же Управление разработки и пресечения деятельности преступных организаций). Литвиненко утверждал, что управление работало по «проблемному» принципу, занимаясь физической ликвидацией лиц, представляющих серьёзную угрозу политическому руководству. 7-й отдел, по словам Литвиненко, должен был заниматься «внесудебными расправами» над криминальными авторитетами. Хохольков стал главой УРПО, его заместителем был назначен произведённый в капитаны 1-го ранга Камышников.
Деятельность УРПО не раскрывалась в связи с грифом секретности, однако из-за нескольких скандалов в итоге была обнародована: 18 ноября 1998 года Литвиненко на специально созванной пресс-конференции официально заявил о существовании УРПО и некоторых её планах по ликвидации ряда людей. Так, он обвинил УРПО и генерала Евгения Хохолькова в попытках подготовки покушения на полковника Михаила Трепашкина, бизнесмена Умара Джабраилова и известного олигарха и депутата Госдумы Бориса Березовского. Формально, по словам Литвиненко, Трепашкина хотели уничтожить за то, что он обвинял в вымогательстве Николая Патрушева и Владимира Проничева, сдав материалы в прокуратуру. Литвиненко, получивший распоряжение о ликвидации Березовского, 20 марта 1998 года сам рассказал ему о случившемся, считая подобный приказ преступным, и Березовский позже добился того, чтобы в прессе появились публикации о несостоявшемся покушении. 13 ноября Борис Березовский написал открытое письмо будущему президенту РФ Владимиру Путину, занимавшему тогда пост директора ФСБ, с просьбой разобраться в случившемся.
По словам Литвиненко, все эти планы (в том числе убийство Березовского) не удалось реализовать в связи с тем, что многие сотрудники УРПО отказались заниматься подобным и пожаловались на руководство в прокуратуру. Сами Хохольков и Камышников отрицали факт того, что отдавали какие-то распоряжения по поводу Березовского, а ряд сотрудников ФСБ считает, что история с покушением на Березовского была выдумана им самим: он якобы пытался выведать деятельность УРПО и даже подкупить Хохолькова, но, не получив ответа, дал указания прессе пустить публикации о предпринятом покушении на олигарха. Однако заместитель начальника 7-го отдела УРПО Николай Енин грозился Литвиненко расправой, утверждая, что Березовский, «обворовавший полстраны», заслуживал смерти. Из-за скандала с Березовским и Литвиненко УРПО была распущена в июле 1998 года, а занимавший пост директора ФСБ Николай Ковалёв был уволен. По словам Литвиненко, её сотрудники продолжили работать под руководством Хохолькова и в 2003 году разрабатывали планы покушения на Аслана Масхадова. Отстранённый времени от должности Хохольков после расформирования УРПО был назначен одним из руководителей Госналогслужбы России, но его управление расформировали в ноябре. В 1999 году Хохольков баллотировался в Государственную думу от движения «Духовное наследие».
Тотальной критике УРПО подвергалась в книге Литвиненко «Лубянская преступная группировка», в которой Литвиненко называл Хохолькова «страшным человеком». В книге «ФСБ взрывает Россию» он подвергал критике деятельность всей Федеральной службы безопасности, делая определённый акцент на Хохолькове, хотя подполковник ФСБ Александр Гусак назвал эту книгу «компилированным гроссбухом», выразив сомнения в авторстве Литвиненко и предположив, что Литвиненко был консультантом, но не основным автором. В 2007 году в «Новой газете» появился текст некоего документа, который якобы был инструкцией для сотрудников УРПО и был подписан полковником милиции, одним из руководителей ГУБОП МВД РФ, Героем России Сергеем Селивёрстовым; сам Селивёрстов опроверг слухи о подписи, но осудил публикацию документа, приравняв её к раскрытию государственной тайны.

### В отставке
В отставку Хохольков вышел в звании генерал-лейтенанта. По состоянию на 2003 год был помощником министра спорта РФ и отвечал за выдачу лицензий на казино, при этом сам был азартным игроком. Занимался бизнесом, владея рестораном в районе Кутузовского проспекта и особняком в Немчиновке. В 2011 году снялся в сериале «МУР» в эпизодической роли заместителя начальника охраны Сталина Мирона Бирюкова.
С 2015 году года включён украинским сайтом «Миротворец» в список представляющих угрозу для суверенитета Украины лиц. В 2016 году баллотировался в Государственную думу РФ по списку партии «Патриоты России».